# Diabelski Kamień (Dąbrowy Krotoszyńskie)
Diabelski Kamień – pomnik przyrody, głaz narzutowy zlokalizowany w kompleksie leśnym Jasne Pole należącym do Dąbrów Krotoszyńskich.

## Położenie
Kamień znajduje się w oddziale leśnym 74c, około 500 m na wschód od leśniczówki Sokołówka, w gminie Krotoszyn. Głaz z piaskowca ma obwód 18 m i wymiary 675 × 370 × 150 cm. Większość jest zagłębiona w ziemię. 
Obiekt położony w miejscu trudno dostępnym orientacyjnie. Od leśniczówki Sokołówka wąską i prostą drogą asfaltową na wschód (zakaz ruchu) do drugiej przecinki. Kilkadziesiąt metrów za drugą przecinką w lewo, bez ścieżki, za białymi strzałkami i literą G na drzewie.

## Legenda
Według miejscowej legendy kamień miał przenosić diabeł, pomagający Szwedom oblegać Częstochowę podczas potopu. Został tutaj wstrzymany wolą boską, a kamień upadł i zarył się w ziemię. Diabeł miał na nim odpoczywać, by go ponownie unieść, co spowodowało powstanie zagłębień w górnej części. 

## Galeria

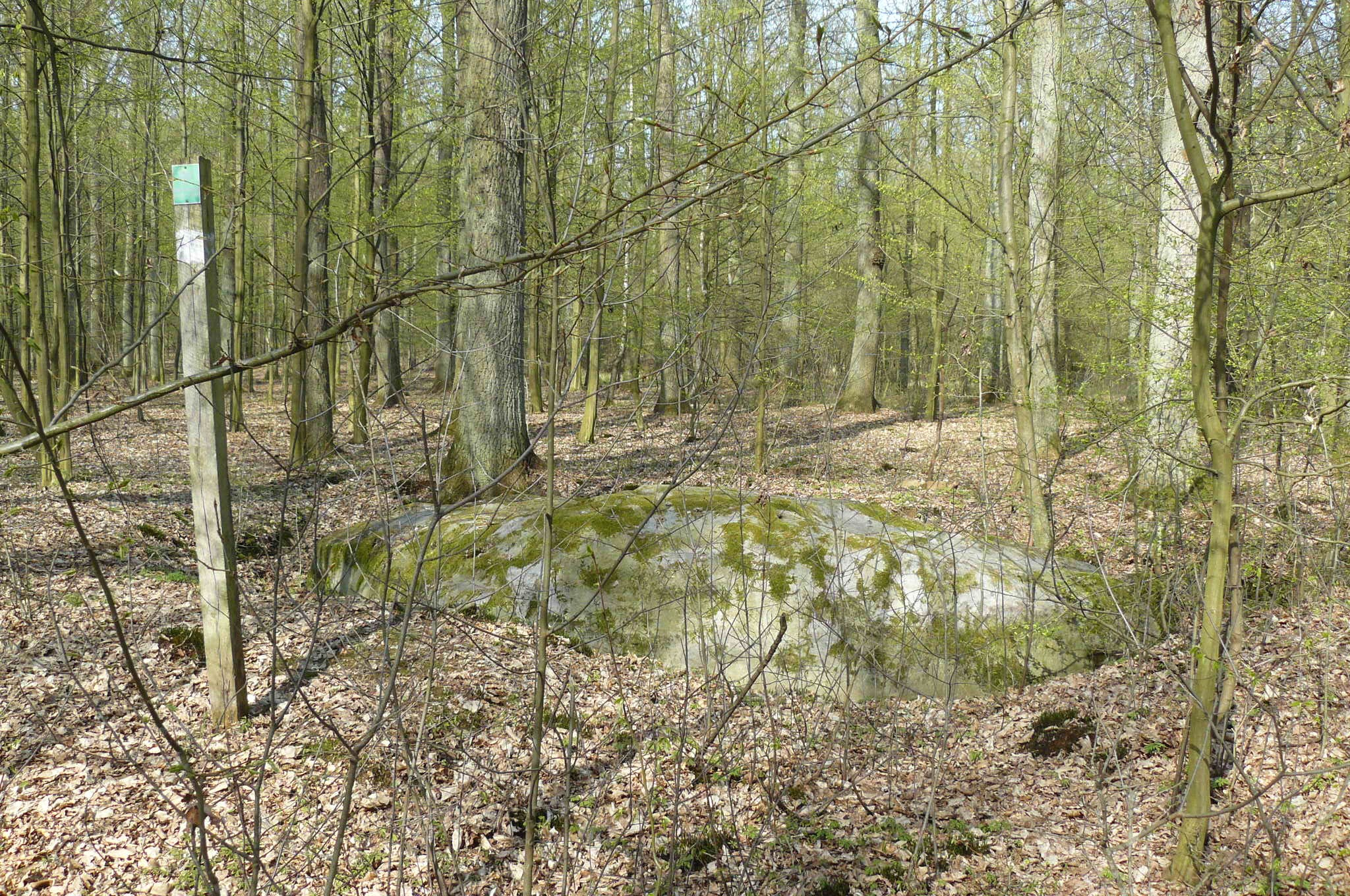
Szersza perspektywa
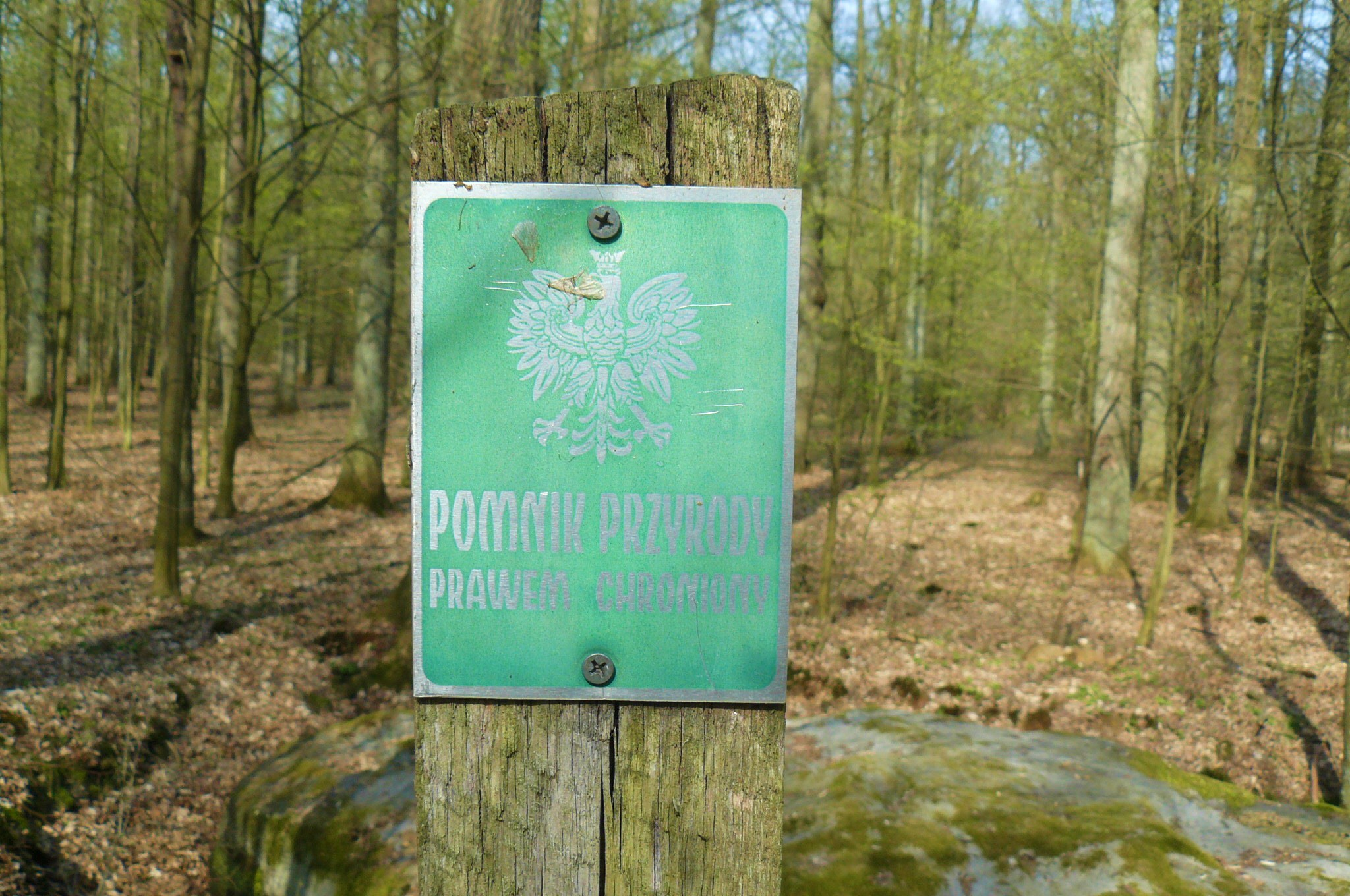
Oznaczenie pomnika przyrody
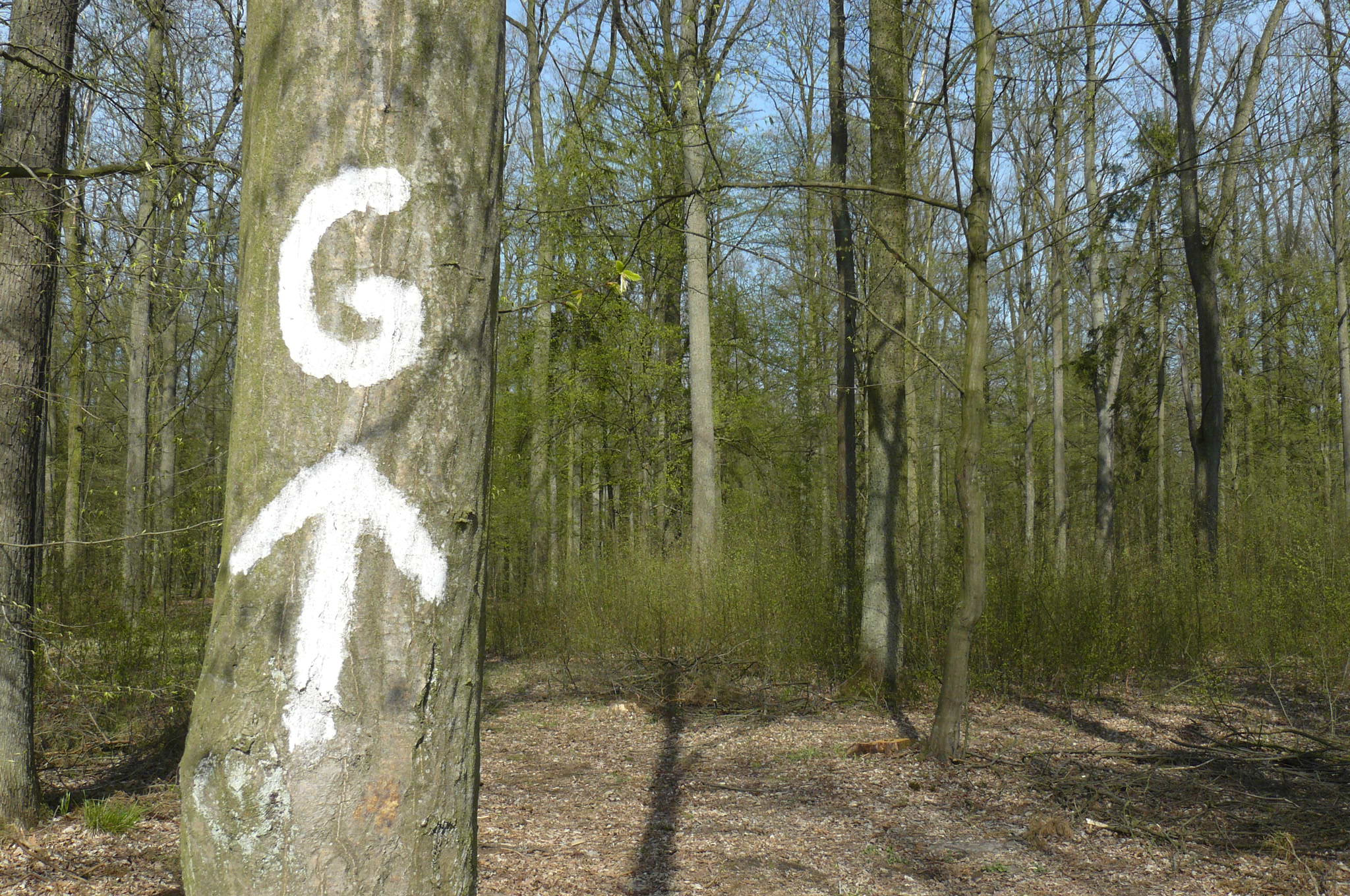
Znaki dojściowe